# Lapas
Lapas is een plaats (freguesia) in de Portugese gemeente Torres Novas en telt 2050 inwoners (2001).